# Adenia kigogoensis
Adenia kigogoensis är en passionsblomsväxtart som beskrevs av Hearn. Adenia kigogoensis ingår i släktet Adenia och familjen passionsblomsväxter. Inga underarter finns listade i Catalogue of Life.